# Sutra del Loto: XXVIII capitolo

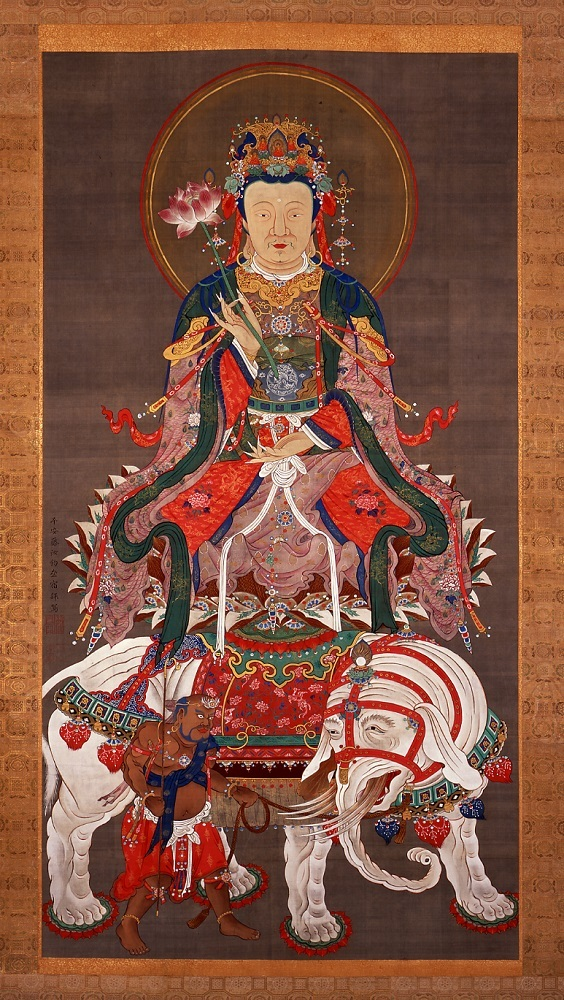
Samantabhadra (普賢, Fugen), Giappone, epoca Edo.

Giunge allora da Oriente sul Gṛdhrakūṭaparvata, nel mondo di Sahā,  il grande bodhisattva Samantabhadra (Virtù Universale) famoso per le sue maestosità e le sue virtù, nonché per i poteri soprannaturali in grado di manifestare. Egli è accompagnato da un numero illimitato di altri grandi bodhisattva e da altri grandi esseri. Le terre che attraversa tremano e la sua figura è inondata di fiori di loto splendenti. Arrivato al cospetto del Buddha Śākyamuni gli offre i suoi omaggi, sostenendo, mentre risiedeva nel mondo del Buddha Ratnatejobhyudgatarāja (Supremo Re di Maestosità e Virtù ricche di gioielli), di aver saputo che il Beato stava predicando il Sutra del Loto decidendosi quindi a raggiungerlo per ascoltarne i contenuti. Il bodhisattva Samantabhadra chiede quindi al Buddha come potranno gli uomini e le donne ascoltare tale sūtra una volta che il Beato ha raggiunto il parinirvāṇa.  